# Luis Arrieta
Luis Arrieta – piłkarz argentyński, napastnik.
Arrieta karierę piłkarską rozpoczął w 1939 roku w klubie CA Lanús i od razu zdobył 31 bramek, co dało mu trzecie miejsce na liście strzelców ligi argentyńskiej. Jako piłkarz klubu Lanús wziął udział w turnieju Copa América 1941, gdzie Argentyna zdobyła mistrzostwo Ameryki Południowej. Arrieta zagrał tylko w meczu z Chile.
W 1943 roku Arrieta zdobył w lidze argentyńskiej 23 bramki i został królem strzelców. Lanús uplasował się w tym sezonie na 10. miejscu, natomiast wszyscy zawodnicy klubu zdobyli 59 bramek.
Grając do 1944 roku w Lanús Arrieta strzelił dla tego klubu 120 bramek i do dziś jest najlepszym strzelcem w historii klubu. W 1945 roku został piłkarzem klubu Ferro Carril Oeste.
Arrieta w reprezentacji Argentyny rozegrał 9 meczów i zdobył 6 bramek.